# Becoming Jane

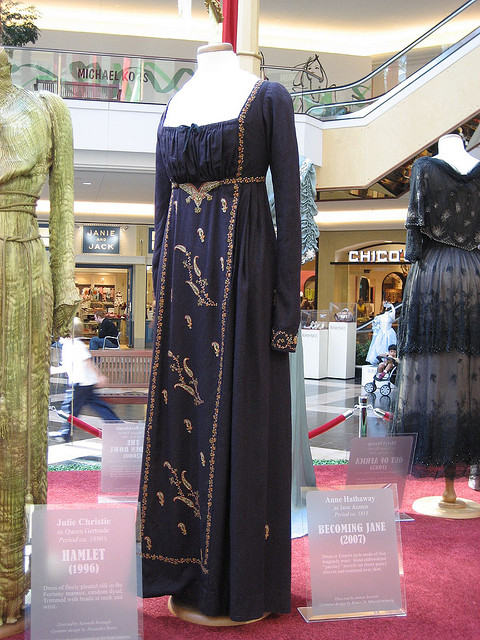
Kostuums van Becoming Jane

Becoming Jane is een historische Britse film van Julian Jarrold uit 2007. Hij is gebaseerd en geïnspireerd op het leven van auteur Jane Austen en haar korte relatie met Thomas Langlois Lefroy. Het script voor de film werd geschreven door Kevin Hood en Sarah Williams, en de financiering werd gedaan door BBC-Films en Irish Films met als eindverantwoordelijke Miramax Films. De film ging op 9 maart 2007 in Groot-Brittannië in première en in Nederland op 16 augustus 2007.
Hoewel de film uitgaat van een niet bewezen verhouding tussen Austen en Lefroy is de film verder gebaseerd op feitelijke gebeurtenissen. Als bron werd het boek Becoming Jane Austen van John Spence gebruikt, deze schrijver was tevens de historisch adviseur voor de film.

## Rolverdeling
- Anne Hathaway als Jane Austen
- James McAvoy als Thomas Lefroy
- Julie Walters als Mrs. Austen
- James Cromwell als Mr. Austen
- Maggie Smith als Lady Gresham
- Joe Anderson als Henry Austen
- Lucy Cohu als Eliza de Feuillide
- Laurence Fox als Mr. Wisley
- Anna Maxwell Martin als Cassandra Austen
- Leo Bill als John Warren
- Jessica Ashworth als Lucy Lefroy
- Christopher McHallem als Mr. Curtis
- Ian Richardson als Judge Langlois
- Alan Smyth als The Showman
- Sophie Vavasseur als Jane Lefroy
- Helen McCrory als Ann Radcliffe